# 이 깊은 밤의 포옹
이 깊은 밤의 포옹은 1981년 공개된 대한민국의 영화이다.

## 배역
- 길용우 : 김영후 역
- 이미숙 : 소매치기 여자 역
- 강태기
- 이계인
- 박원숙
- 김인문
- 김애경
- 하용수